# Ламша (деревня)
Ламша — деревня в Касимовском районе Рязанской области. Входит в Китовское сельское поселение.

## География
Находится в северо-восточной части Рязанской области на расстоянии приблизительно 33 км на запад-юго-запад по прямой от районного центра города Касимов.

## История
В 1859 году здесь (тогда деревня Касимовского уезда Рязанской губернии) было учтено 28 дворов, в 1897 — 36.

## Население
Численность населения: 160 человек (1859 год), 305 (1897), 32 в 2002 году (русские 100 %), 17 в 2010.